# Hal Duncan

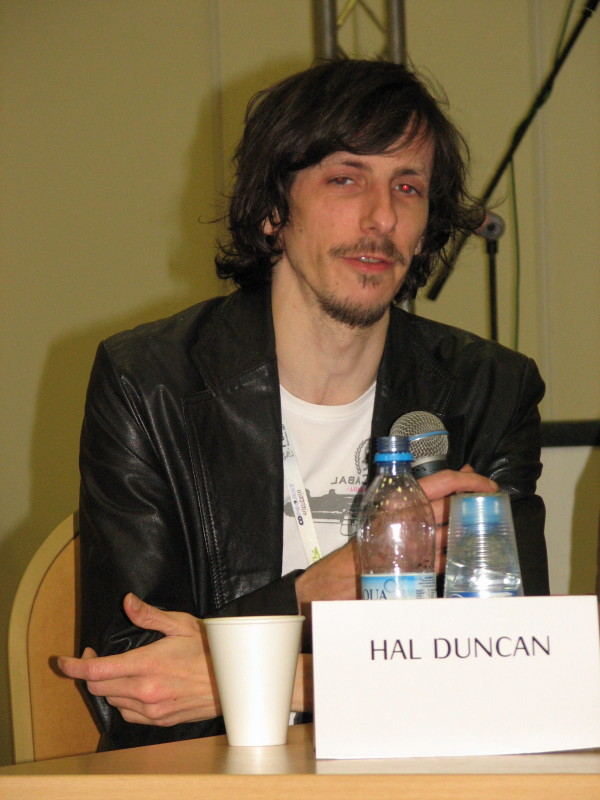
Hal Duncan auf der Polcon 2007 in Warschau

Hal Duncan (* 1971 in Ayrshire, Schottland) ist ein britischer Science-Fiction- und Fantasy-Autor, der in Glasgow lebt. Da seine Geschichten Elemente von Fantasy- und Science-Fiction-Literatur vermengen, werden sie manchmal zur New Weird gezählt. Duncan wurde zweimal mit dem Gaylactic Spectrum Award ausgezeichnet. Darüber hinaus waren seine Werke u. a. für den World Fantasy-, den Locus- sowie den British Fantasy Award nominiert.

## Werke
Die Auflistung der Werke orientiert sich am Datum der Erstveröffentlichung. Die Angaben zur Internationalen Standardbuchnummer (ISBN) beziehen sich auf die erste Ausgabe des jeweiligen Werkes.

### Romane
Das ewige Stundenbuch
Im Original erschien die Serie unter dem Namen The Book of All Hours.
- Vellum. 2005, ISBN 1-4050-5208-2 (Gaylactic Spectrum Award 2007 für Best Novel).

Vellum. Shayol, 2007, ISBN 978-3-926126-72-6.
Für seine Übersetzung von Vellum erhielt Hannes Riffel im Jahr 2008 den Kurd-Laßwitz-Preis für die „Beste Übersetzung zur SF ins Deutsche“.
- Ink. 2007, ISBN 978-1-4050-5209-2.

Signum. Golkonda, 2010, ISBN 978-3-942396-00-4.
weitere Romane
- Escape from Hell. 2009, ISBN 978-1-932265-25-5.

### Erzählungen
Erzählsammlung
- An A – Z of the Fantastic City. 2012, ISBN 978-1-61873-020-6.

weitere Erzählungen
- The Chiaroscurist. 2005

Der Chiaroscurist. In: Hannes Riffel (Hrsg.): Pandora. Shayol, 2007 (übersetzt von Hannes Riffel), ISBN 978-3-926126-69-6.
- The Last Shift. 2005
- The Disappearance of James H___. 2005
- The Last Straw. 2006
- The Angel of Gamblers. 2006
- Bizarre Cubiques. 2006
- The Prince of End Times. 2007
- The Island of the Pirate Gods. 2007
- The Whenever at the City's Heart. 2007
- The Drifter's Tale. 2007
- Festival Lives, View 6: Golden Lads All Must... 2008
- The Tower of Morning's Bones. 2008
- The Behold of the Eye. 2008 (Gaylactic Spectrum Award 2010 für Best Short Fiction)
- The Toymaker's Grief. 2008
- Last Drink Bird Head. 2009
- Oneirica. 2010
- The Tale of the Six Monkeys' Tails. 2010
- The Death of a Love. 2010
- Styx Water and a Sippy Cup. 2010
- Sic Him, Hellhound, Kill Kill! 2012

### Gedichte
- Songs for the Devil and Death. 2011, ISBN 978-1-907881-04-6.

## Auszeichnungen
- 2007 für Vellum den Gaylactic Spectrum Award in der Kategorie bester Roman.[1][3]
- 2010 für The Behold of the Eye den Gaylactic Spectrum Award in der Kategorie beste Kurzgeschichte, den er sich mit Melissa Scott teilte.[1][4]